# Marie Bergman
Marie Bergman (Stoccolma, 21 novembre 1950) è una cantante svedese.

## Biografia
Dal 1969 al 1972 è stata una componente del gruppo Family Four, con cui ha partecipato all'Eurovision Song Contest 1971 e all'Eurovision Song Contest 1972, dopo aver vinto i rispettivi Melodifestivalen con Vita vidder e Härliga sommardag.
Nel 1994 ha partecipato nuovamente all'Eurovision Song Contest, sempre in rappresentanza della Svezia, questa volta in duetto con Roger Pontare con il brano Stjärnorna.